# Tin Sontsya
Tin Sonsya (em ucraniano: Тінь Сонця) é uma banda de folk metal ucraniana formada em Kiev em 2003. A música do grupo "Kozaky" foi a música não oficial da selecção ucraniana de futebol durante o Campeonato Europeu de Futebol de 2016.